# Mantis
Mantis Bug Tracker是在GNU通用公共许可证第2版下发布的一个自由、开源的基于Web的缺陷跟踪管理系统。MantisBT最常见的用途是用来追踪软件缺陷。然而，MantisBT经常被用户配置成为一个更通用的问题跟踪系统和项目管理工具。
项目的名称Mantis（螳螂）和标志是指以抓捕其他昆虫（俗称“bugs”）而闻名的螳螂科昆虫。项目的名称通常缩写为MantisBT或Mantis。

## 历史
2000年，Kenzaburo Ito开始Mantis Bug Tracker项目的开发。2002年Victor Boctor成为了该项目的维护者。版本1.0.0发布于2006年2月，版本1.1.0发布于2007年12月。2008年11月，经过长时间的讨论，项目从使用Subversion版本控制工具变更为使用Git——一个分布式的版本控制工具。
2010年2月，版本1.2.0发布。在2012年7月，在GitHub上的MantisBT成为该项目的官方源代码库。

## 产品特点

### 插件
从版本1.2.0推出了事件驱动的编程的插件系统，允许MantisBT通过官方或第三方插件对MantisBT进行扩展。截至2013年11月，Github上的MantisBT-plugins组织有超过50个插件可用。

### 通知
MantisBT支持在系统的问题发生变化后发送电子邮件通知。用户可以指定他们所接收电子邮件的类型，以及设置过滤器控制何种程度的问题发生时接收通知。
RSS 订阅源提供给希望能够跟踪已解决问题的用户。此外，MantisBT有一个插件 （页面存档备份，存于）来与Twitter整合，允许在一个问题上解决后发送一个通知。
通过事件驱动的插件系统，可以扩展MantisBT内置的通知支持，运行高级脚本执行其他的通知操作（例如发送短信或者在外部项目管理软件中更新状态）。

### 与版本控制系统集成
在MantisBT 1.2.0之前的版本允许与CVS版本控制系统的集成。随着MantisBT 1.2.0对插件功能的引入，版本控制集成功能被约翰·里斯在SourceIntegration插件 （页面存档备份，存于）中重新开发。

### 其他功能
除了上面提到的功能，MantisBT也支持：
- 全文搜索
- 对问题所做更改的审计追踪（英语：Audit trail）
- 文本字段和注释的版本控制
- 路线图功能[8]
- 技术路线[8]
- 问题之间关系的图表
- DokuWiki、MediaWiki、TWiki（英语：TWiki）、WikkaWiki和XWiki Wiki文档一体化
- 利用CodevTT进行的项目管理和时间跟踪
- translatewiki.net上几十种语言的本地化